# 후세: 말하지 못한 내 사랑
후세: 말하지 못한 내 사랑(일본어: 伏 鉄砲娘の捕物帳 후세 뎃포무스메노토리모노초[*])은 2012년 공개된 일본의 애니메이션 영화로, 분게이슌주 창립 90주년 작품이다.